# Romãs, Decermilo e Vila Longa
Romãs, Decermilo e Vila Longa (oficialmente: União das Freguesias de Romãs, Decermilo e Vila Longa) é uma freguesia portuguesa do município de Sátão, com 47,07 km² de área e 1062 habitantes (censo de 2021). A sua densidade populacional é 22,6 hab./km².

## História
Foi criada aquando da reorganização administrativa de 2012/2013,  resultando da agregação das antigas freguesias de Romãs, Decermilo e Vila Longa.

## Demografia
A população registada nos censos foi:
| Distribuição da População por Grupos Etários | Distribuição da População por Grupos Etários | Distribuição da População por Grupos Etários | Distribuição da População por Grupos Etários | Distribuição da População por Grupos Etários | Distribuição da População por Grupos Etários |
| -------------------------------------------- | -------------------------------------------- | -------------------------------------------- | -------------------------------------------- | -------------------------------------------- | -------------------------------------------- |
| Antes da agregação                           |                                              |                                              |                                              |                                              |                                              |
| Ano                                          | 0-14 anos                                    | 15-24 anos                                   | 25-64 anos                                   | >= 65 anos                                   | Total                                        |
| 2001                                         | 223                                          | 224                                          | 703                                          | 405                                          | 1555                                         |
| 2011                                         | 123                                          | 110                                          | 608                                          | 418                                          | 1259                                         |
| Após a agregação                             |                                              |                                              |                                              |                                              |                                              |
| Ano                                          | 0-14 anos                                    | 15-24 anos                                   | 25-64 anos                                   | >= 65 anos                                   | Total                                        |
| 2021                                         | 95                                           | 77                                           | 451                                          | 439                                          | 1062                                         |